# てぃだ いつか太陽の下を歩きたい
『てぃだ いつか太陽の下を歩きたい』は、2022年9月2日に公開された日本映画。
第14回沖縄国際映画祭ワールドプレミア作品として上映された。
彼氏の家庭内暴力から逃れて石垣島に移り住んだ女性と周囲の人々との交流を描く。
主演は馬場ふみか。